# Johann Heinrich Bleuler der Jüngere

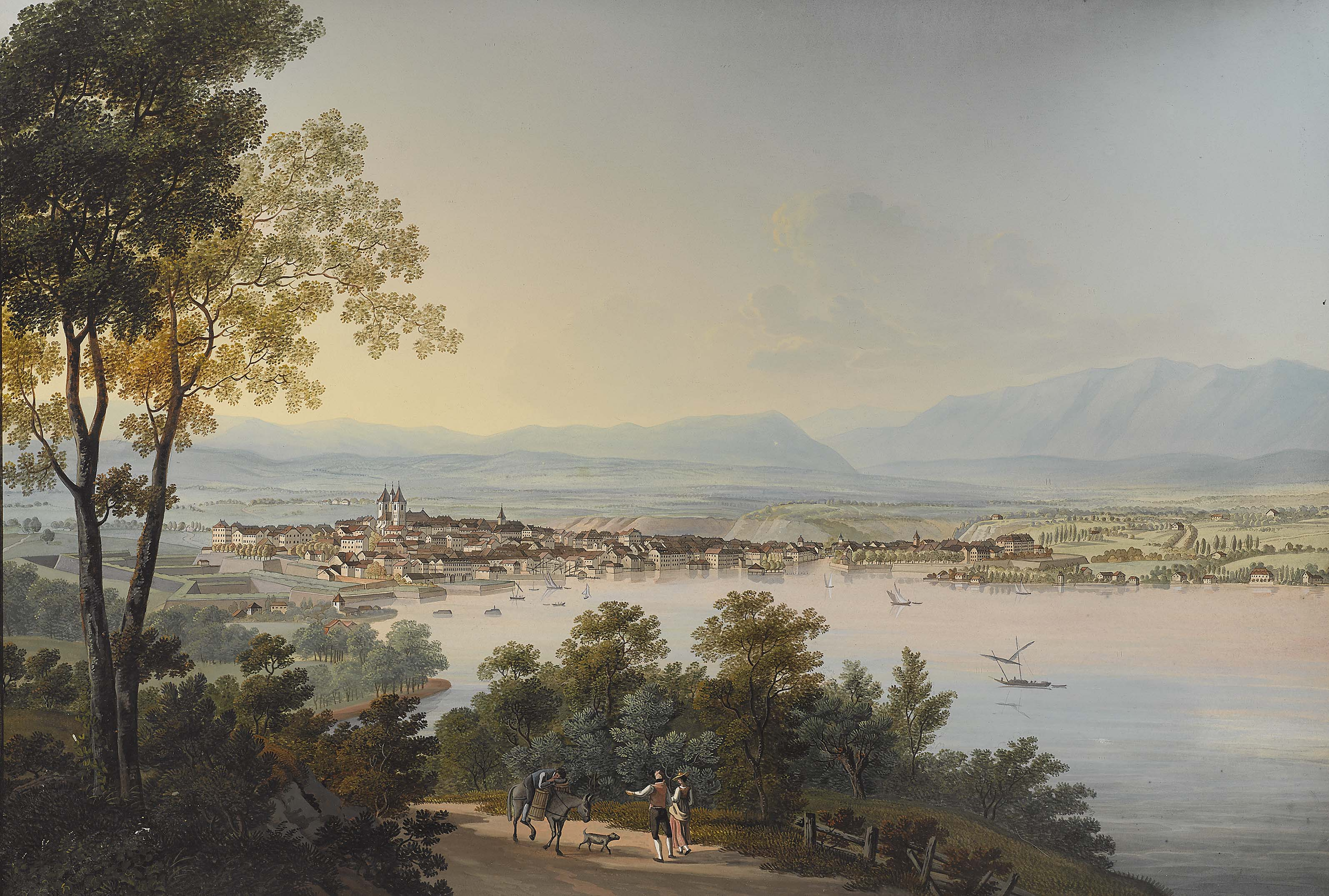
Ansicht der Stadt Genf von der See-Seite (1814)

Jungfrau von Isenfluh aus

Johann Heinrich Bleuler der Jüngere (geboren 1787 in Zollikon; verstorben 1857 in Feuerthalen) war ein Schweizer Vedutenmaler und Verleger.
Er war der älteste Sohn des Schweizer Malers Johann Heinrich Bleuler der Ältere (1758–1823). Sein Bruder war Johann Ludwig Bleuler (1792–1850). Eine Reihe von Werken zeigen Motive aus Deutschland. 1821 übernahm er zusammen mit seinem Bruder das Unternehmen des Vaters.